# بلقاء كايبوت

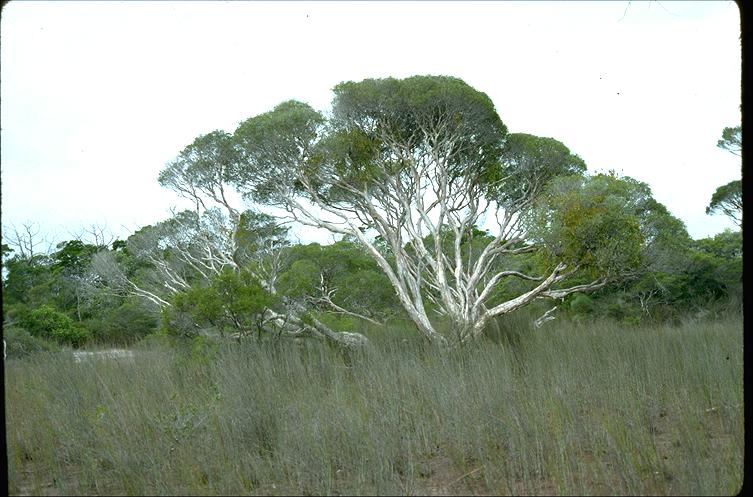

بلقاء كايبوت أو كاجيبوت أو شجرة البيضاء أو بلقاء كاجيبوت (الاسم العلمي: Melaleuca cajuputi)، هو جنبة جميلة من قبيلة البلقاويات وفصيلة الآسيات تعلو من 35 إلى 46 متر. أوراقها متعاقبة تنثر عند فركها رائحة عطرية مستحبة، نصلها باهت اللون الأخضر تعلوه غُدَيْدات مستديرة مُنتظمة. أزهارها سُنبلية التجميع حول الساق، وردية اللون. إزهرارها من حزيران إلى أيلول. يُستخرج من أوراقها وأزهارها أفخر أدهان الكاجيبوت.

## المركبات
زيت دهني عذب الرائحة يحتوي على سينايول، تربينايول، بينان، كمفان، بنزالدهيد وفالريانيكي، أسيتات التربانيل..
مطهر عام. رِئَويّ، معوي، بولي، مضاد للتشنج ولوجع الأعصاب، وطارد اللدود. يُفيد التهاب المِعى والمثانة والإخليل. إصابات الجهاز الرئوي المزمنة، عُصابات سِنَّيَّة وفي الأذن، قروح، أمراض جلدية.